# Steve Whitney
Steven „Steve“ James Whitney (* 18. Februar 1991 in Boston, Massachusetts) ist ein US-amerikanischer Eishockeyspieler, der seit Juli 2023 bei Rungsted Seier Capital aus der dänischen Metal Ligaen unter Vertrag steht. Zuvor hat der Center unter anderem sieben Jahre in nordamerikanischen Minor Leagues und eine Saison bei den Iserlohn Roosters aus der Deutschen Eishockey Liga (DEL) verbracht.

## Karriere
Steve Whitney galt zu High-School-Zeiten als einer der talentiertesten Eishockeyspieler Neuenglands. An der Lawrence Academy war er in seinem zweiten Jahr, der Saison 2006/07, mit 53 Punkten aus 29 Partien der Topscorer. Zwei Jahre später führte er das Team als Mannschaftskapitän zur Meisterschaft. Für US-amerikanische Juniorennationalmannschaften nahm er an mehreren Turnieren teil. Bei der World U-17 Hockey Challenge 2008 trug mit zwei Toren und zwei Vorlagen in sechs Partien zum Gewinn der Silbermedaille bei. Anschließend wurde er in den Drafts sowohl der Ligue de hockey junior majeur du Québec (LHJMQ) als auch der United States Hockey League (USHL) ausgewählt. Nach seiner Schulzeit absolvierte er auch einige Partien für die Omaha Lancers in der USHL, entschied sich dann aber zunächst für ein Studium.
Am Boston College spielte Whitney ab der Saison 2009/10 vier Jahre lang für die Eagles, die am Spielbetrieb der National Collegiate Athletic Association (NCAA) teilnahmen. Er gewann mit dem Team dreimal in Folge die Lamoriello Trophy der Hockey East und in den Jahren 2010 und 2012 auch den Gesamttitel der NCAA. 2012 wurde er auch ins All-Tournament-Team des NCAA-Finalturniers gewählt. In seinem letzten College-Jahr, der Saison 2012/13 stellte er mit 45 Punkten aus 38 Spielen einen persönlichen Scoring-Rekord auf. Zudem führte er sein Team mit einem Wert von +23 auch in der Plus/Minus-Statistik an. Daraufhin wurde er ins First All-Star Team der Hockey East gewählt und mit dem Walter Brown Award für den besten US-amerikanischen College-Spieler in Neuengland ausgezeichnet.
Obwohl Whitney nie bei einem NHL Entry Draft berücksichtigt worden war, erhielt er nach dem Ende seiner College-Zeit einen Vertrag bei den Anaheim Ducks aus der National Hockey League (NHL), die ihn zunächst bei den Norfolk Admirals, dem Farmteam in der American Hockey League (AHL) einsetzten. Schon in seinem ersten Profispiel im April 2013 erzielte er sein erstes Tor in der AHL. Nach seiner ersten vollständigen AHL-Saison bat er im Oktober 2014 um eine Vertragsauflösung bei den Ducks. Im Februar 2015 schloss er sich dann für den Rest der Saison den Florida Everblades aus der ECHL an.
Im Sommer 2015 wechselte Whitney zum neuformierten ECHL-Team Norfolk Admirals, deren Topscorer er in der Saison 2015/16 wurde. Anschließend wurde sein Vertrag um ein weiteres Jahr verlängert, in dem der Center aber nur zu zwei Einsätzen kam. In der Saison 2017/18 empfahl er sich mit einer Quote von fast einem Punkt pro Spiel bei den South Carolina Stingrays für Höheres, woraufhin er zur Spielzeit 2018/19 in die AHL zurückkehrte und von den Hershey Bears unter Vertrag genommen wurde. In der Saison 2019/20 konnte er verletzungsbedingt nur 15 Spiele für die Bears absolvieren. Nach seiner Genesung wurde er zudem fünfmal bei den Stingrays eingesetzt, wo er sich bis zum Abbruch der Saison aufgrund der COVID-19-Pandemie mit neun Punkten für weitere AHL-Einsätze empfahl.
In der Saison 2020/21 verließ er die Bears nach nur vier Partien und entschied sich für einen Wechsel nach Europa. Im März 2021 wurde er als Ersatz für Brody Sutter von den Iserlohn Roosters aus der Deutschen Eishockey Liga (DEL) verpflichtet. Auch in Iserlohn hatte er mit einer Verletzung zu kämpfen, sodass er nur zwölf Partien für die Roosters absolvieren konnte. Die Saison 2021/22 verbrachte er bei den Stavanger Oilers aus der Fjordkraftligaen, mit denen er Norwegischer Meister wurde. Nach einem Jahr beim SC Langenthal aus der Swiss League ist er seit der Saison 2023/24 bei Rungsted Seier Capital in der dänischen Metal Ligaen aktiv.

## Erfolge und Auszeichnungen
| - 2010 Lamoriello-Trophy-Gewinn mit dem Boston College - 2010 NCAA-Division-I-Championship mit dem Boston College - 2011 Lamoriello-Trophy-Gewinn mit dem Boston College - 2012 Lamoriello-Trophy-Gewinn mit dem Boston College - 2012 NCAA-Division-I-Championship mit dem Boston College | - 2012 NCAA All-Tournament Team - 2013 Hockey East First All-Star Team - 2013 Walter Brown Award - 2022 Norwegischer Meister mit den Stavanger Oilers |

### International
- 2008 Silbermedaille bei der World U-17 Hockey Challenge

## Karrierestatistik
Stand: Ende der Saison 2023/24

### International
Vertrat die USA bei:
- World U-17 Hockey Challenge 2008

(Legende zur Spielerstatistik: Sp oder GP = absolvierte Spiele; T oder G = erzielte Tore; V oder A = erzielte Assists; Pkt oder Pts = erzielte Scorerpunkte; SM oder PIM = erhaltene Strafminuten; +/− = Plus/Minus-Bilanz; PP = erzielte Überzahltore; SH = erzielte Unterzahltore; GW = erzielte Siegtore; 1 Play-downs/Relegation; Kursiv: Statistik nicht vollständig)

## Familie
Mit seinem älteren Bruder Joe Whitney spielte Steve Whitney am Boston College und bei den Iserlohn Roosters in einer Mannschaft. Mit Tyler Whitney erhielt ein weiterer Bruder nach seiner College-Zeit einen Probevertrag bei den South Carolina Stingrays aus der ECHL, entschied sich dann aber gegen eine Profikarriere.